# James-Simon-Stiftung
Die James-Simon-Stiftung wurde 2006 gegründet und ist eine rechtsfähige Stiftung bürgerlichen Rechts mit Sitz Berlin. Zweck der Stiftung ist die Förderung von Kunst, Kultur und Gemeinnützigkeit. Das Stiftungsvermögen besteht im Zeitpunkt der Anerkennung der Stiftung aus einem Anspruch auf Übertragung von 1.000.000 Euro in bar.

## Namensgebung
Mit der Namensgebung intendiert die Stiftung die Person James Simon wieder ins öffentliche Bewusstsein rücken. Nach Jahren der Vergessenheit als Folge der Zeit des Nationalsozialismus und der Teilung Deutschlands ist der jüdische Stifter erst seit 2007 durch den James-Simon-Park und durch die Baumaßnahmen der James-Simon-Galerie als zentrales Eingangsgebäude auf der Museumsinsel (Berlin) wieder im öffentlichen Bewusstsein der Stadt präsent.

## Stiftungsmitglieder
Vorsitzender ist Peter Raue. Stifter im Sinne der Satzung sind Privatpersonen aus Deutschland, u. a. Tessen von Heydebreck, zugleich Vorsitzender des Kuratoriums, Traudl Herrhausen, Hubertus Erlen und Karin von Welck. Insgesamt haben rund 30 Stifter aus Politik, Wirtschaft und Kultur gezeichnet.

## James-Simon-Preis
Alle zwei Jahre verleiht die Stiftung in einem feierlichen Akt den James-Simon-Preis für vorbildliches, soziales und kulturelles Engagement in Deutschland. Das Preisgeld betrug bis 2010 50.000 Euro und beträgt seit 2012 25.000 Euro.
2008 wurde die Auszeichnung in Gegenwart des Bundespräsidenten an das Ehepaar Werner Otto und Maren Otto verliehen, 2010 an Udo van Meeteren, der das Preisgeld verdoppelte und an vier Hilfsorganisationen spendete. 2012 wurde das Ehepaar Carmen und Reinhold Würth ausgezeichnet. Die Laudatoren waren der frühere baden-württembergische Ministerpräsident Erwin Teufel und der Präsident der Stiftung Preußischer Kulturbesitz, Hermann Parzinger. Die Preisträgerin 2014 ist Barbara Lambrecht-Schadeberg. Im Jahr 2016 erhielt Wilhelm Winterstein diesen Preis, 2019 Christian Dräger.